# シーア・ラフォンド
シーア・ラフォンド（Thea LaFond、1994年4月5日 - ）は、ドミニカ国の陸上競技選手。専門は三段跳。ロゾー出身。アメリカ合衆国との二重国籍。女子100mハードル、走高跳、走幅跳、三段跳のドミニカ国国内記録保持者。
2016年のリオデジャネイロオリンピックの女子三段跳に初出場したが、ハムストリングの怪我の影響で予選敗退となった。リオデジャネイロに滞在中に、アメリカ領ヴァージン諸島の三段跳選手であるムハンマド・ハリムから技術の改善を提案され、帰国後にアーロン・ガドソンをコーチとして紹介された。ガドソンの指導の下、踏み切り足を右足から左足へ転向した。
2021年の東京オリンピックの女子三段跳では決勝に進出し、予選ではドミニカ国国内記録を更新した。
2024年のパリオリンピックの女子三段跳では金メダルを獲得し、ドミニカ国初のオリンピックメダリストとなった。

## 主な戦績
| 年   | 大会                           | 開催地           | 種目   | 順位            | 記録     | 備考     |
| ---- | ------------------------------ | ---------------- | ------ | --------------- | -------- | -------- |
| 2014 | コモンウェルスゲームズ         | グラスゴー       | 走高跳 | 決勝進出        | 記録なし |          |
| 2014 | コモンウェルスゲームズ         | グラスゴー       | 三段跳 | 11位            | 12.64m   |          |
| 2015 | パンアメリカン競技大会         | トロント         | 走高跳 | 13位            | 1.80m    |          |
| 2015 | パンアメリカン競技大会         | トロント         | 三段跳 | 12位            | 13.35m   | 国内記録 |
| 2015 | 北中米カリブ陸上競技選手権大会 | サンホセ         | 走高跳 | 6位             | 1.76m    |          |
| 2015 | 北中米カリブ陸上競技選手権大会 | サンホセ         | 三段跳 | 6位             | 13.60m   |          |
| 2016 | オリンピック                   | リオデジャネイロ | 三段跳 | 予選敗退 (37位) | 12.82m   |          |
| 2017 | 世界陸上競技選手権大会         | ロンドン         | 三段跳 | 予選敗退 (19位) | 13.82m   |          |
| 2018 | コモンウェルスゲームズ         | ゴールドコースト | 三段跳 | 3位             | 13.92m   |          |
| 2018 | 中央アメリカ・カリブ海競技大会 | バランキージャ   | 三段跳 | 11位            | 13.02m   |          |
| 2018 | 北中米カリブ陸上競技選手権大会 | トロント         | 三段跳 | 3位             | 13.74m   |          |
| 2019 | パンアメリカン競技大会         | リマ             | 三段跳 | 8位             | 13.70m   |          |
| 2019 | 世界陸上競技選手権大会         | ドーハ           | 三段跳 |                 | 棄権     |          |
| 2021 | オリンピック                   | 東京             | 三段跳 | 12位            | 12.57m   |          |
| 2022 | 世界陸上競技選手権大会         | ユージーン       | 三段跳 | 5位             | 14.56m   |          |
| 2022 | コモンウェルスゲームズ         | バーミンガム     | 三段跳 | 準優勝          | 14.39m   |          |
| 2024 | オリンピック                   | パリ             | 三段跳 | 優勝            | 15.02m   | 国内記録 |

## 記録
| 種目         | 記録   | 年月日        | 場所               | 備考     |
| ------------ | ------ | ------------- | ------------------ | -------- |
| 100mハードル | 14秒03 | 2015年5月16日 | イーストランシング | 国内記録 |
| 走高跳       | 1.85m  | 2015年4月3日  | ゲインズビル       | 国内記録 |
| 走幅跳       | 6.64m  | 2022年5月1日  | サンパウロ         | 国内記録 |
| 三段跳       | 15.02m | 2024年8月3日  | パリ               | 国内記録 |